# Петров, Фёдор Николаевич
Фёдор Никола́евич Петро́в (10 (22) июля 1876, Москва — 28 мая 1973, там же) — российский революционер, советский государственный, партийный и научный деятель. Дважды Герой Социалистического Труда (1961, 1971).

## Биография
Родился в семье слесаря.
В 1902 году окончил медицинский факультет Киевского университета.
В 1896 году примкнул к социал-демократам, с 1903 года был большевиком. В качестве ответственного партийного организатора проводил партийную работу в Киеве, в Польше и среди солдат Киевского гарнизона. Во время революции 1905—1907 годов в России был одним из руководителей вооружённого выступления сапёров в Киеве, был ранен.
В 1906 году был арестован и приговорён военным судом к каторжным работам, но отбывал в 1907—1915 годы тюремный срок в Шлиссельбургской крепости. В 1915 был отправлен на вечное поселение в село Манзурка, Верхоленского уезда Иркутской губернии. Отбывал ссылку вместе с В. М. Молотовым, М. В. Фрунзе, Я. Д. Янсоном и И. К. Гамбургом. Освобождён во время Февральской революции.
С марта 1917 года — член Иркутской городской думы, а также председатель Знаменской районной организации РСДРП(б). В декабре 1917 года был непосредственным участником подавления антибольшевистского выступления юнкеров, а в 1918 году принимал участие в партизанском движении в Сибири.
С августа 1920 года — член Дальневосточного бюро ЦК, а в октябре-декабре 1920 года — член Забайкальского областного бюро ЦК РКП(б).
В ноябре 1920 года стал министром здравоохранения Дальневосточной республики и начальник Главного военно-санитарного управления Народно-революционной армии ДВР. С апреля 1921 — заместитель председателя Совета министров ДВР. Также был назначен главой делегации ДВР на Дайренской конференции 1921—1922.
В 1923—1927 годы — начальник Главного управления научных и учебных заведений Наркомата просвещения РСФСР.
В 1927-1929 годах Ф. Н. Петров был ответственным редактором журнала Крым научного общества РОПИК.
В 1929—1933 годы — председатель Всесоюзного общества культурных связей с заграницей (ВОКС).
В 1927—1939 годы — заместитель главного редактора, в 1939—1949 годы — директор издательства «Большая советская энциклопедия» и член Главной редакции трёх изданий БСЭ, а в 1959—1973 годы — член Научно-редакционного совета издательства «Советская энциклопедия», главный редактор и член редакций многих энциклопедических и словарных изданий. Член редакционной коллегии многотомной «Истории Коммунистической партии Советского Союза», а с 1962 года — член редакционной коллегии журнала «Вопросы истории КПСС».
В 1934—1952 годах — директор НИИ музееведения и краеведения Наркомпроса РСФСР. Автор и ответственный редактор ряда работ по музейному строительству и вопросам собирательской, хранительской и экспозиционной деятельности краеведческих и историко-революционных музеев. Постоянный консультант и критик экспозиций Музея Революции СССР и Центрального музея В. И. Ленина.
Автор работ и воспоминаний по истории КПСС, воспоминаний о В. И. Ленине и ряда статей по вопросам истории науки, музееведения и культурного строительства в СССР.
Делегат XXII, XXIII и XXIV съездов КПСС.

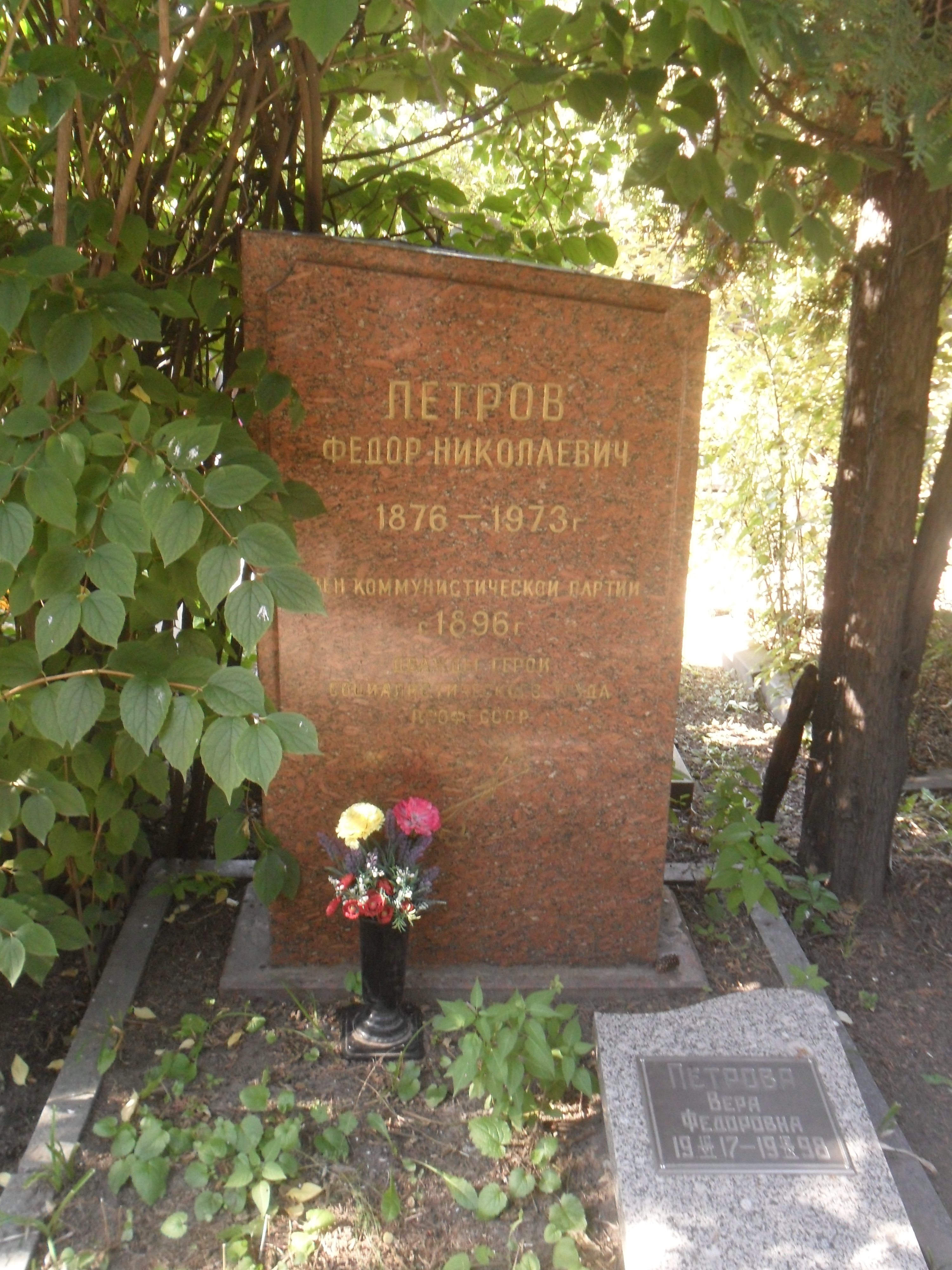
Могила Петрова на Новодевичьем кладбище Москвы.

Жил в Москве. Скончался 28 мая 1973 года на 97 году жизни. Похоронен в Москве на Новодевичьем кладбище.

## Интересные факты
- В 1961 году на XXII съезде КПСС познакомился с космонавтом Г. С. Титовым[6].
- В 1963 году снялся в фильме «Перед судом истории», который был впервые показан в 1965 году, где в разговоре с В. В. Шульгиным сыграл самого себя.
- Н. С. Хрущёв назначил личным помощником Петрова авантюриста З. С. Двойриса, получившего прозвище «Остап Бендер от Компартии»[7].
- Был главным консультантом первого советского фильма о Штирлице — «Пароль не нужен» (1967), а также его персонажем (сыграл актер Евгений Шальников).

## Награды
- Дважды Герой Социалистического Труда:
  - Указом Президиума Верховного Совета СССР от 21 июля 1961 года Петрову Фёдору Николаевичу присвоено звание Героя Социалистического Труда с вручением ордена Ленина и золотой медали «Серп и Молот».
  - Указом Президиума Верховного Совета СССР от 21 июля 1971 года Петров Фёдор Николаевич награждён второй золотой медалью «Серп и Молот».
- Награждён четырьмя орденами Ленина, орденом Трудового Красного Знамени, медалями.
- В 1977 году на Страстном бульваре Петрову установили памятник[8].

## Сочинения
- Петров Ф. Н. 65 лет в рядах Ленинской партии. Воспоминания. — М.: Госполитиздат, 1962. — 160 с.
- Петров Ф. Н. Рассказы большевика-подпольщика. — М.: Детская литература, 1964. — 86 с. — (Школьная б-ка. Для восьмилетней и средней школы).

## Научная редакция
- Словарь иностранных слов / Сост. бригадой под общим руководством гл. ред. Ф. Н. Петрова; С прил. таблиц и грамматики, сост. проф. Н. В. Юшмановым. — М.: Гос. изд-во иностр. и нац. словарей, 1939. — 708 с.
- Словарь иностранных слов: Около 5000 слов / Гл. ред. Ф. Н. Петров. — М.: Гос. изд-во иностр. и нац. словарей, 1939. — 784 с.
- Балканские страны / Гос. науч. ин-т "Советская энциклопедия" ; Под ред. П. И. Лебедева-Полянского, Ф. Н. Петрова и др.; Отв. ред. Ф. Н. Петров. — М.: Советская энциклопедия, 1946. — 548 с. — (Серия справочников по зарубежным странам).
- Испания и Португалия / Гос. науч. ин-т "Советская энциклопедия"; сост.: Альтман В. В., Барахтин К. Д., Баскаков А. И. и др.; Под ред. П. И. Лебедева-Полянского, Ф. Н. Петрова и др.. — М.: Советская энциклопедия, 1947. — 560 с. — (Серия справочников по зарубежным странам).
- Краткий словарь иностранных слов / Под общей редакцией И. В. Лёхина и проф. Ф. Н. Петрова. — 4. — М.: Гос. изд-во иностр. и нац. словарей, 1947. — 480 с. — 100 000 экз.
- Страны Латинской Америки / Гос. науч. ин-т "Советская энциклопедия" ; Под ред. Ф. Н. Петрова. — М.: Советская энциклопедия, 1949. — 960 с. — (Серия справочников по зарубежным странам).
- Франция и ее владения / Гос. науч. ин-т "Советская энциклопедия"; Под ред. Ф. Н. Петрова. — М.: Советская энциклопедия, 1948. — 800 с. — (Серия справочников по зарубежным странам; Вып. 9).
- О перестройке работы районных краеведческих музеев: Материалы расширенной сессии Учен. совета Науч.-исслед. краевед. и музейной работы: 29-30 сент. 1949 г. / Ред.: Ф. Н. Петров; Ком. по делам культ.-просвет. учреждений при Совете министров РСФСР. Науч.-исслед. ин-т краевед. и музейной работы. — М.: Госкультпросветиздат, 1950. — 104 с.
- Очередные задачи перестройки работы краеведческих музеев: Доклады и материалы расши. сессии Учен. совета Науч.-исслед. ин-та краевед. и музейной работы / Ред. Ф. Н. Петров; Ком. по делам культ.-просвет. учреждений при Совете министров РСФСР. Науч.-исслед. ин-т краевед. и музейной работы. — М.: Госкультпросветиздат, 1950. — 220 с.]
- М. В. Фрунзе: Жизнь и деятельность / И. К. Гамбург, П. Е. Хорошилов, Г. А. Санович и др. ; Под общ. ред. Ф. Н. Петрова. — Госполитиздат, 1962. — 350 с.
- Словарь иностранных слов: Около 23 000 / Под ред. ... Ф. Н. Петрова (глав. ред.). — 6-е изд., перераб. и доп. — М.: Советская энциклопедия, 1964. — 784 с.
- Героические годы борьбы и побед : Дальний Восток в огне гражданской войны / Ред. кол.: Ф. Н. Петров (отв. ред.), Г. Е. Рейхберг и др. — М.: Наука, 1968. — 390 с.
- Популярная медицинская энциклопедия / Науч. совет изд. "Сов. энциклопедия" и Глав. ред. Большой мед. энциклопедии; Глав. ред. Ф. Н. Петров, А. Ф. Серенко. — 6-е изд., испр. и доп. — М.: Советская энциклопедия, 1968. — 924 с. — (Энциклопедии. Словари. Справочники).
- Рядом с Лениным: Воспоминания о Н. К. Крупской : К столетию со дня рождения / Редколлегия: Ф. Н. Петров (гл. ред.) [и др.] ; Ин-т марксизма-ленинизма при ЦК КПСС. — М.: Политиздат, 1969. — 431 с.
- По ленинскому пути: Воспоминания старых большевиков / Ред. коллегия: Ф. Н. Петрова и др.; Предисл. акад., Героя Соц. Труда П. Н. Поспелова. — М.: Политиздат, 1972. — 287 с.